# Anima bella (film)
Anima bella è un film del 2021 scritto e diretto da Dario Albertini, e presentato alla Festa del Cinema di Roma 2021, nella sezione Alice nella città, unico film italiano in concorso. Il film è basato su un documentario dello stesso Albertini, Slot – Le intermittenti luci di Franco.

## Trama
Gioia è una ragazza di diciotto anni che vive in campagna nell’entroterra laziale insieme al padre Bruno ed è orfana di madre. E’ proprietaria di un gregge di pecore e produce formaggi che il padre rivende ai loro compaesani, frequenta la parrocchia e ha buone relazioni con tutti. In seguito a una telefonata scopre che il padre che ha il vizio del gioco ha ricominciato a fare debiti, giocando con le slot machine e lei è costretta a intervenire per aiutarlo. Gioia si rivolge a uno psicologo della asl che le consiglia di affidarlo a una comunità di recupero per un percorso riabilitativo, solo se lui ha davvero intenzione di smettere. Quando accade l’episodio più grave che la costringe a privarsi del gregge per pagare altri debiti accumulati, il padre decide di entrare nella comunità e devono trasferirsi in città. Gioia è costretta a fare una scelta radicale e ad ambientarsi in un’altra realtà, a trovarsi un lavoro mentre il padre è all’interno della struttura dove segue il suo percorso. Il giorno in cui Bruno dovrebbe festeggiare il suo primo mese senza la dipendenza dal gioco, sparisce e la figlia è costretta a cercarlo in giro per la città. Riceve finalmente una telefonata che l’avvisa che Bruno è tornato nella struttura che lo ospita e può andare a incontrarlo. A quel punto Gioia prende una decisione inaspettata.

## Critica
Per Valerio Sammarco di Cinematografo, Anima bella è "un film di rara umanità"; per Antonio D'Onofrio di Sentieri selvaggi, "il film quasi con nostalgia rievoca dei valori desueti"; per Benedetta Bragadini di Rolling Stone Italia, "Guardando Anima bella viene in mente una sola parola: autentico".